# Катіма-Муліло
Катіма-Муліло — місто, найбільше поселення Смуги Капріві (регіон Замбезі), регіону на північному сході Намібії, розташована на південному березі річки Замбезі, поблизу від кордону з Замбією, висота над рівнем моря 1065 м. Населення 25000 осіб (2003).

## Клімат
Місто знаходиться у зоні, котра характеризується кліматом помірних степів та напівпустель. Найтепліший місяць — жовтень із середньою температурою 26.1 °C (79 °F). Найхолодніший місяць — липень, із середньою температурою 15.5 °С (59.9 °F).
| Клімат Катіми-Муліло    | Клімат Катіми-Муліло | Клімат Катіми-Муліло | Клімат Катіми-Муліло | Клімат Катіми-Муліло | Клімат Катіми-Муліло | Клімат Катіми-Муліло | Клімат Катіми-Муліло | Клімат Катіми-Муліло | Клімат Катіми-Муліло | Клімат Катіми-Муліло | Клімат Катіми-Муліло | Клімат Катіми-Муліло | Клімат Катіми-Муліло |
| Показник                | Січ.                 | Лют.                 | Бер.                 | Квіт.                | Трав.                | Черв.                | Лип.                 | Серп.                | Вер.                 | Жовт.                | Лист.                | Груд.                | Рік                  |
| Середня температура, °C | 25,2                 | 24,8                 | 24,5                 | 22,6                 | 18,9                 | 16                   | 15,5                 | 18,6                 | 23,1                 | 26,1                 | 26                   | 25,1                 | 22,2                 |
| Норма опадів, мм        | 161.8                | 152.5                | 88                   | 20.5                 | 1.6                  | 0.6                  | 0                    | 0                    | 2.3                  | 22.9                 | 70.8                 | 145.5                | 666.5                |
| Днів з опадами          | 15,3                 | 13,3                 | 8,6                  | 2,9                  | 0                    | 0                    | 0                    | 0                    | 0,9                  | 3,8                  | 9,5                  | 13,3                 | 67,6                 |
| Вологість повітря, %    | 78.4                 | 81.1                 | 77.4                 | 70.5                 | 63.6                 | 60.9                 | 58.2                 | 49.1                 | 40.5                 | 48.4                 | 59.4                 | 74.8                 | 63.5                 |
| ----------------------- | -------------------- | -------------------- | -------------------- | -------------------- | -------------------- | -------------------- | -------------------- | -------------------- | -------------------- | -------------------- | -------------------- | -------------------- | -------------------- |
| Джерело: Weatherbase    |                      |                      |                      |                      |                      |                      |                      |                      |                      |                      |                      |                      |                      |

## Історія
Місто було засноване британською колоніальною адміністрацією в 1935 році з метою перенести сюди адміністративний центр регіону із Шукманнсбургу за 65 км на схід, що був столицею краю за часів Німецької Східної Африки. Зараз є адміністративним центром намібійської області Замбезі.
Смуга Капріві має свою історію, дуже відмінну від історії решти країни внаслідок її віддаленості, ізольованості і труднодоступності; ці фактори ще більшою мірою стосуються і Катіма-Муліло, що розташована на крайньому сході регіону, за 1250 км від столиці країни Віндхуку. До самого кінця XX сторіччя погані дороги, що ставали непроїзними під час дощового сезону, і затяжна громадянська війна у сусідній Анголі, що час від часу випліскувалася до суміжних країн, робили зв'язок з рештою Намібії надзвичайно ненадійним. За останніх років ситуація значно поліпшилася. Ангола поступово повертається до мирного існування, а налагодженню транспортного зв'язку сприяло будівництво транс-капрівійського магістрального шосе — асфальтованої траси, що протягнулася від Уолфіш-Бею на атлантичному узбережжі через Капріві і Замбію аж до Демократичної Республіки Конго. Завершенням цього проекту, який здійснювався переважно на кошти, виділені Німеччиною і іншими країнами Євросоюзу, стало відкриття 13 травня 2004 року Замбезійського мосту між Катіма-Муліло і Сешеке, який з'єднав Намібію з Замбією.

## Сьогодення
На відміну від інших намібійських міст, у яких досить часто добре збереглися сліди німецької колоніальної епохи, Катіма-Муліло має переважно «африканський» вигляд. Хоча тут також є школи, лікарні, супермаркети і бензоколонки, однак це єдине в Намібії місто, до вулиць якого завітають дикі слони (і користуються пріоритетом у дорожньому русі), а щорічні повені на Замбезі, окрім передбачених негараздів і руйнувань, призводять до нашесті на місто річкових крокодилів.
У серпні 1999 року місто постраждало через напади сепаратистів з Фронту Визволення Капріві, коли близько 20000 мешканців міста були змушені шукати порятунку у Ботсвані.